# Geranium molle
El geranio de los caminos (Geranium molle) es una especie  perteneciente a la familia Geraniaceae.

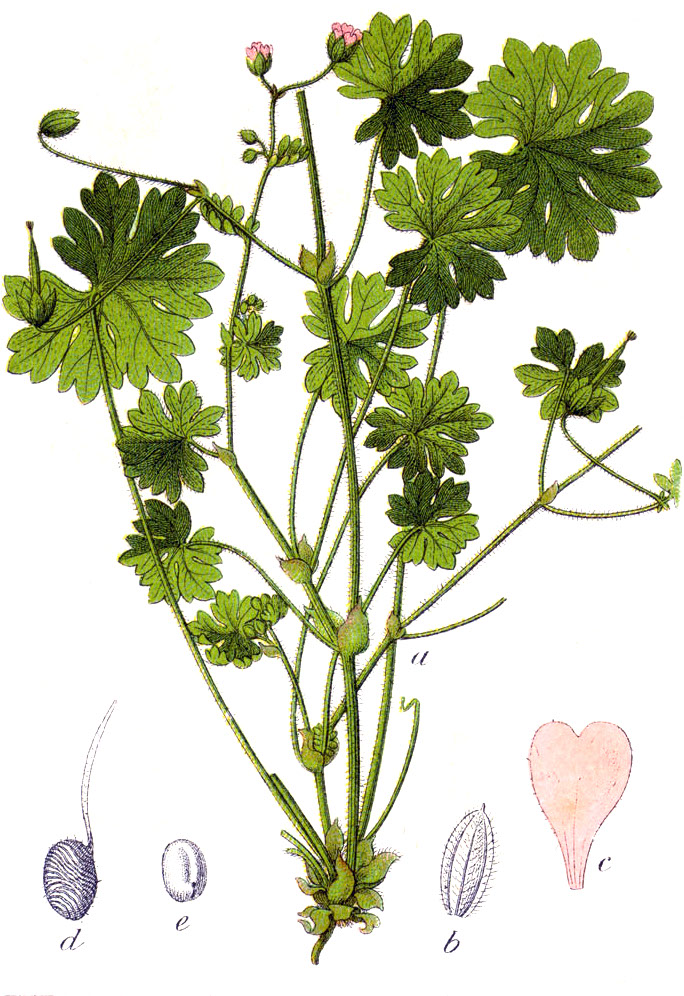
Ilustración

Habius

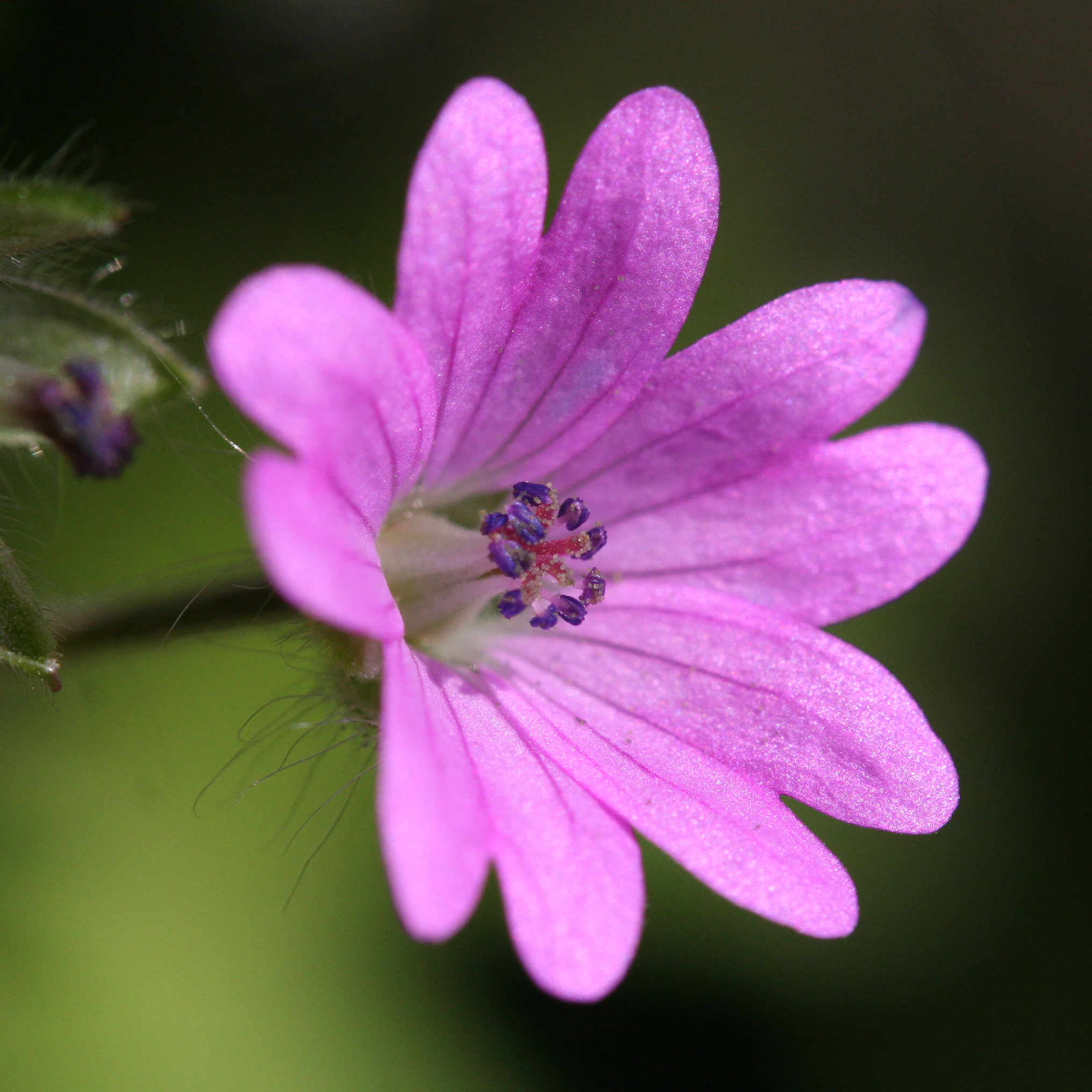
Detalle de la flor

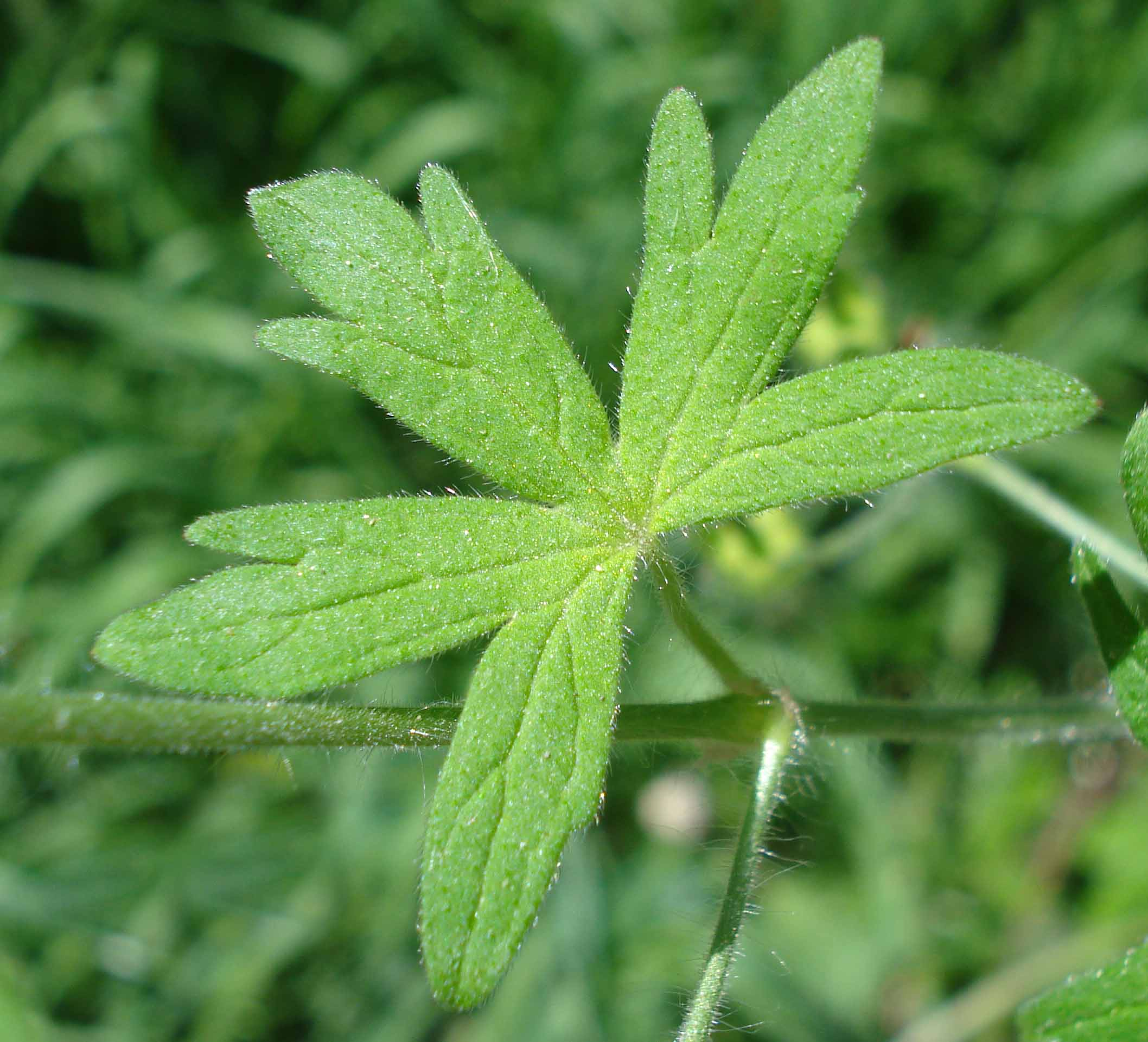
Detalle de la hoja

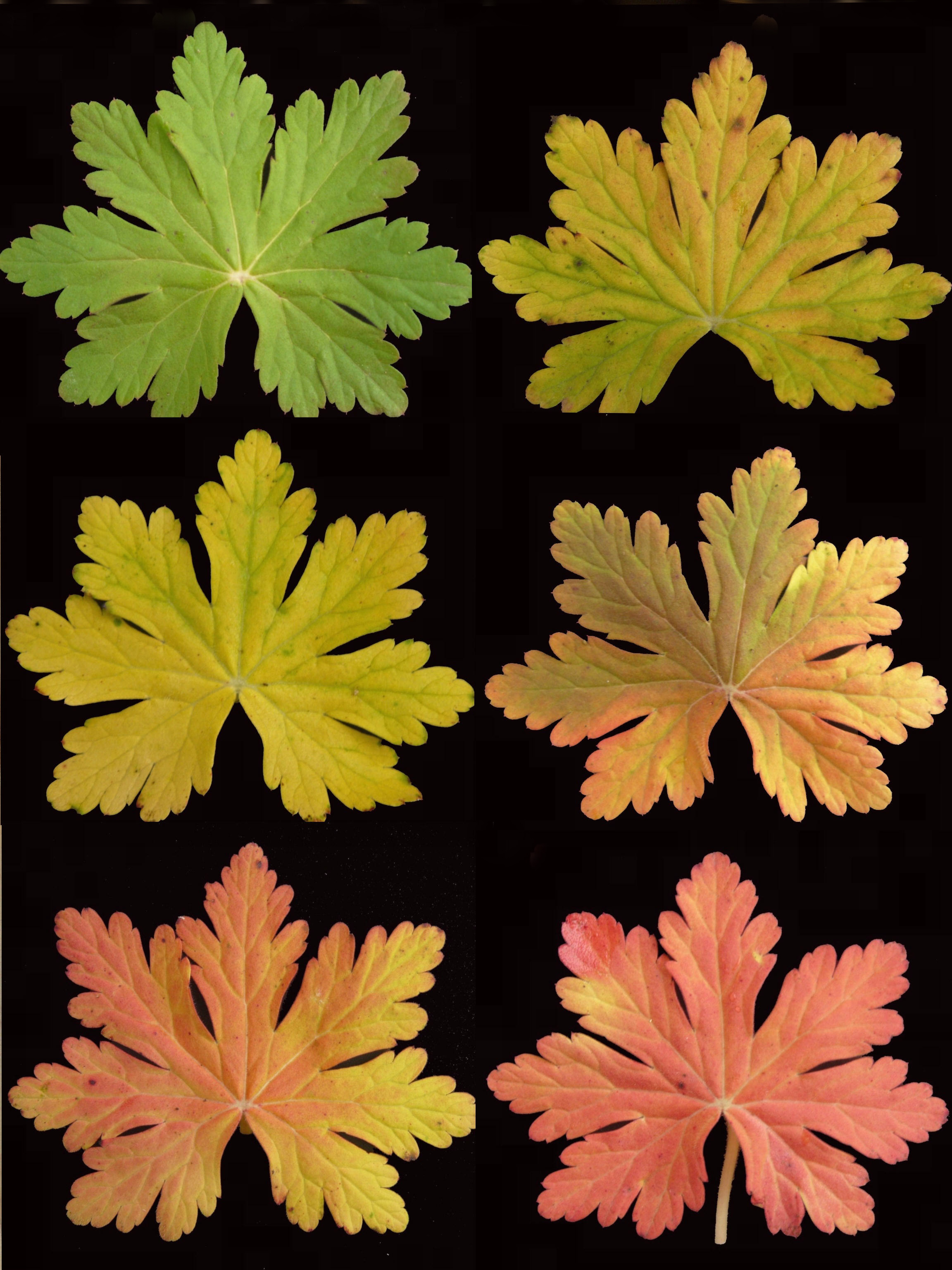

## Descripción
Es una planta muy ramosa, densamente pelosa, anual, verdegris, con varios tallos extendidos o ascendentes de hasta 40 cm. Hojas basales divididas hasta 2/3 partes de 5-7 lóbulos ovados con tres cortos segmentos terminales, las hojas más altas sentadas, todas suavemente pelosas. Flores morado-rosáceas; pétalos muy mellados en su ápice, de 3-7 mm; sépalos con punta corta, 4-5 mm. Fruto glabro, generalmente con crestas transversales. Florece en primavera y verano.

## Hábitat
Habita en lugares baldíos, zonas herbáceas yermas , dunas y prados de siega

## Distribución
En toda Europa, excepto en Islandia.

## Taxonomía
Geranium molle fue descrita por Carlos Linneo y publicado en Species Plantarum 2: 682. 1753.
Etimología
Geranium: nombre genérico que deriva del griego:  geranion, que significa "grulla", aludiendo a la apariencia del fruto, que recuerda al pico de esta ave.
molle: epíteto
Sinonimia
- Geranium luganense Chenevard[3]
- Geranium abortivum De Not. ex Ces.
- Geranium brutium [b] micranthum N.Terracc.
- Geranium brutium Gasp.
- Geranium calabrum Ten.
- Geranium leiocaulon Ledeb.
- Geranium x luganense Chenevard
- Geranium macropetalum (Boiss.) Posp.
- Geranium x oenense Borbás ex Hallier
- Geranium pollinense N.Terracc. ex A.Terracc.
- Geranium pseudovillosum Schur
- Geranium punctatum Kanitz
- Geranium pyrenaicum subsp. villosum (Ten.) Nyman
- Geranium stipulare Kunze
- Geranium villosum var. gracile Sennen
- Geranium villosum var. villosissimum Ten.
- Geranium villosum Ten.[4]

## Nombre común
- Castellano: agujas, alfileres, alfilericos, alfilerillo, clementina, espetones, geranio, geranio blanco, geranio blando, geranio de los caminos, geranio muelle, geranio silvestre, malva, mata de alfileres, relojes, relosillos.[4]